# تيم وارد (موسيقي)
تيم وارد (بالإنجليزية: Tim Ward)‏ هو موسيقي ومغني أمريكي، ولد في 1 يوليو 1985.

## وصلات خارجية
- تيم وارد على موقع ميوزك برينز (الإنجليزية)
- تيم وارد على موقع ديسكوغز (الإنجليزية)